# Ordine di Leopoldo (Lippe)
L'Ordine di Leopoldo fu un ordine cavalleresco fondato nell'ambito del Principato di Lippe.

## Storia
L'Ordine venne fondato il 24 luglio 1906 dal Principe Leopoldo IV di Lippe come medaglia per premiare i benemerenti verso lo stato ed era originariamente suddiviso in due classi: Cavaliere di I Classe e Cavaliere di II Classe.
Con un decreto del 29 febbraio 1908, le classi vennero cambiate: Medaglia di Leopoldo con Corona, Medaglia di Leopoldo senza corona, Croce dell'Ordine di Leopoldo, Medaglia d'Argento e Medaglia di Bronzo.
Un nuovo emendamento del 30 maggio 1910 cambiò nuovamente lo statuto dell'ordine e l'ordine si divise in tre classi di cavalieri, due croci e tre medaglie:
- Collana dell'Ordine di Leopoldo
- Gran Croce d'Onore (I classe)
- Medaglia di Leopoldo con corona (II classe)
- Medaglia di Leopoldo (III classe)
- Croce di Leopoldo con corona
- Croce di Leopoldo
- Medaglia d'Oro
- Medaglia d'Argento
- Medaglia di Bronzo

Con il crollo della monarchia e la cessione del trono da parte dello stesso Principe Leopoldo IV l'11 novembre 1918, l'Ordine divenne una concessione famigliare.

## Insegne
- La medaglia dell'ordine consiste in una croce di Malta smaltata di viola, bordata e pomata d'argento. Agli angoli delle braccia della croce si trovava una "L" corsiva in argento per il nome del fondatore (Leopoldo IV). Il medaglione centrale, smaltato di bianco, riportava sul diritto la rosa canina, simbolo del Principato di Lippe, mentre sul retro riportava il monogramma "L" in oro, coronato e attorniato dalla scritta "FÜR VERDIENST" ("per il servizio").
- Il nastro dell'Ordine era bianco con una striscia arancio per parte.

## Fonti
- Reiner Schwark: Die Orden und Ehrenzeichen des Fürstentums Lippe-Detmold und des Freistaats – Land Lippe – 1778 bis 1933, Verlag topp+möller ISBN 3-9808505-5-2